# Drasteria edwardsii
Drasteria edwardsii là một loài bướm đêm thuộc họ Erebidae. Loài này có ở Washington, qua Oregon tới California.
Sải cánh dài 34–37 mm.